# Thal (Maisach)
Thal ist ein Gemeindeteil von Maisach im oberbayerischen Landkreis Fürstenfeldbruck. Am 1. Mai 1978 kam Thal als Ortsteil der bis dahin selbständigen Gemeinde Überacker zu Maisach.

## Lage
Die Einöde liegt circa zwei Kilometer nordöstlich von Maisach.

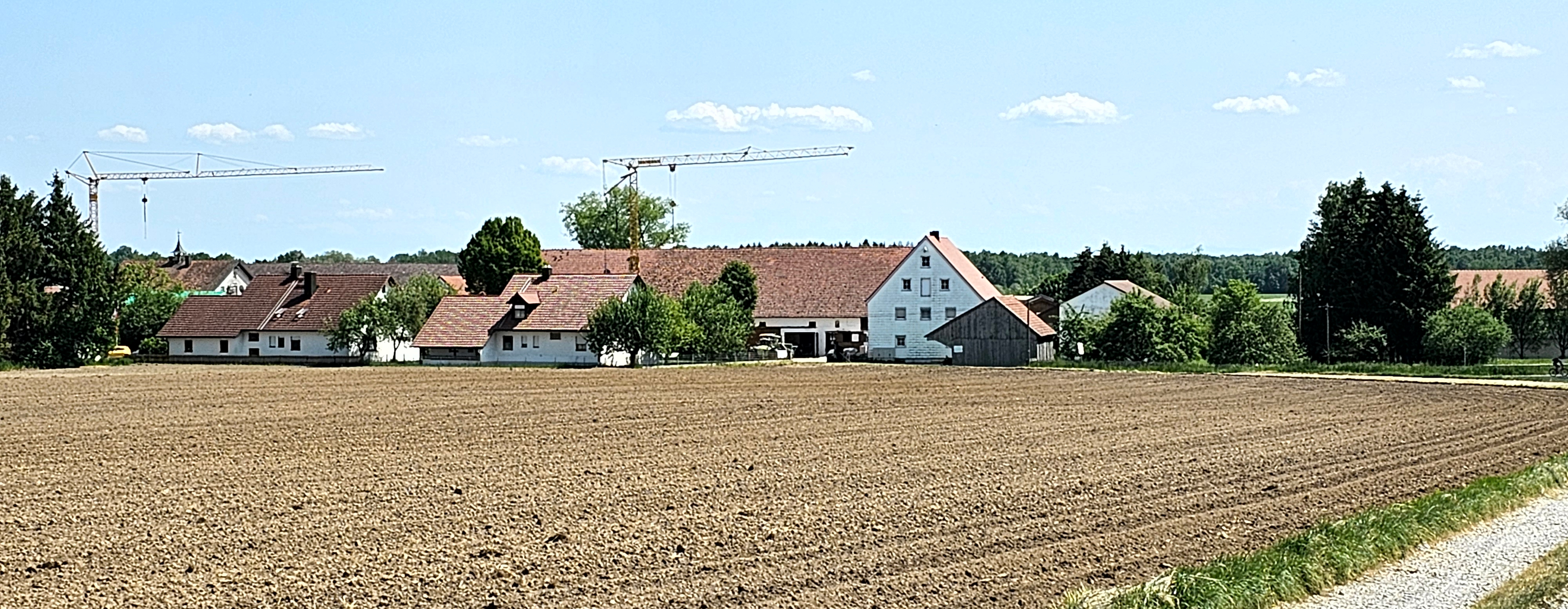
Thal von Nordwesten